# Spektralphotometer

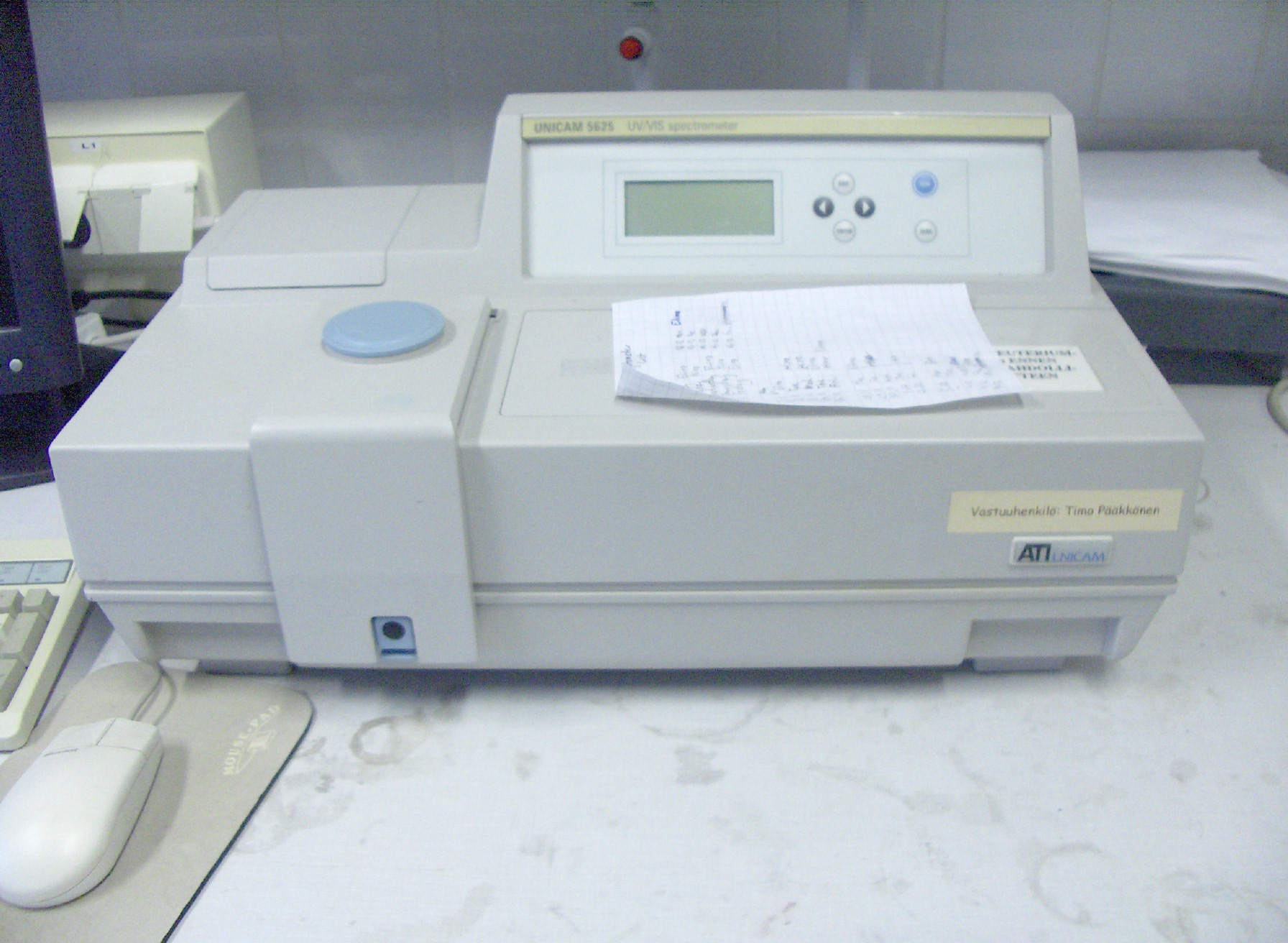
Spektralphotometer

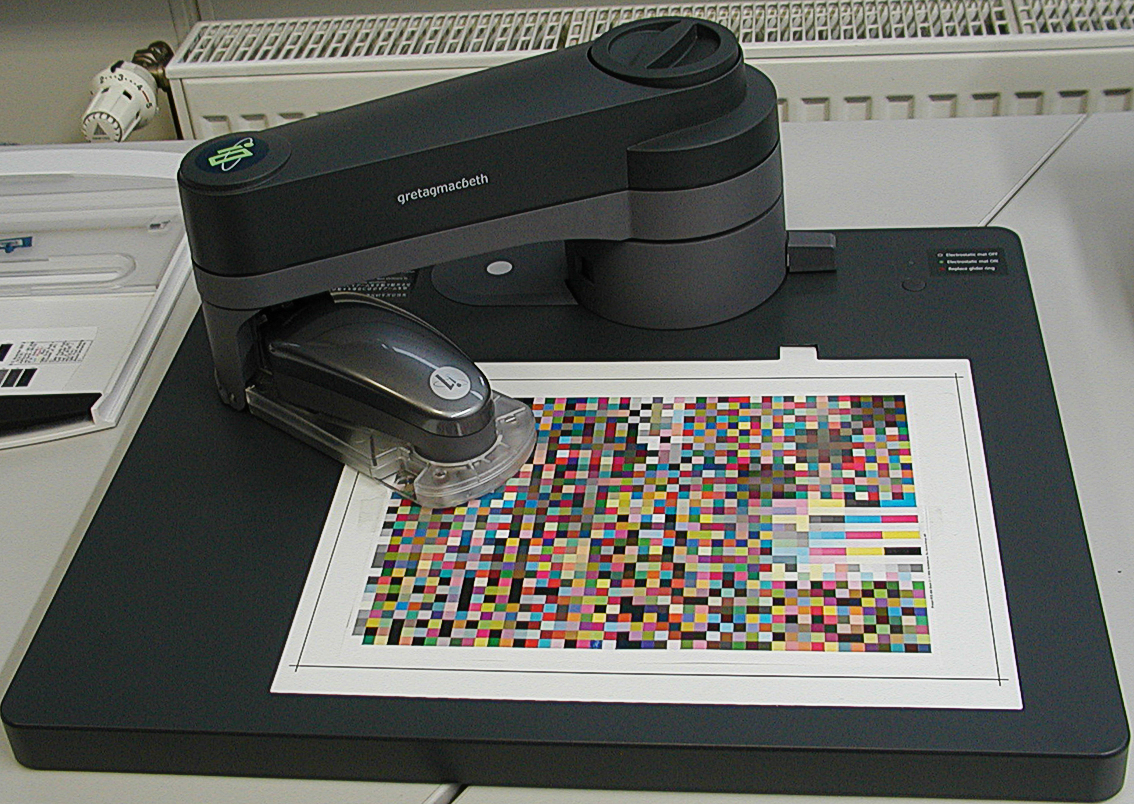
Spektralphotometer mit automatischem Messtisch

Der Begriff Spektralphotometer (englisch spectrophotometer) beschreibt eine speziellere Variante eines Gerätes zur Messung der Lichtstärke (Photometers).
Ein Spektralphotometer misst über das Spektrum des sichtbaren Lichtes (von infrarot bis ultraviolett) die Remissionswerte einer Probe bei verschiedenen Licht-Wellenlängen.
Für die Farbmessung verfügt das Gerät über eine geeignete standardisierte Beleuchtung. Aus den spektralen Messwerten kann unter Berücksichtigung der Beleuchtungsart der Farbort einer Probe bestimmt werden. Daher wird es auch als Farbmessgerät bezeichnet.
Es lässt sich abgrenzen zu einem Densitometer, das nur die Reflexion einer Farbe durch einen bestimmten Filter misst (Volltondichte) und damit Rückschlüsse auf die Dicke der Farbschicht auf dem Bedruckstoff zulässt.

## Funktionsprinzip
Spektralphotometer zerlegen bei der Spektralphotometrie das Spektrum des sichtbaren Lichts in eine Anzahl schmaler Bänder oder Messkanäle (in der Regel 20 bis 40 Bänder mit etwa 20 bis 10 nm Breite) und liefern für jeden Kanal einen digitalisierten Lichtstärkewert.
Gemessen wird also die Remission der Probe nach Kalibrierung auf Weiß- und Schwarzstandards, unabhängig von der im Spektralphotometer benutzten Beleuchtungsquelle. Aus diesen Werten wird für die gemessene Farbe eine Remissionskurve aufgebaut, eine Art farblicher „Fingerabdruck“.
Wie die Spektrografie wird die Spektralphotometrie z. B. in der Kriminalistik eingesetzt (in der Forensischen Chemie, der Forensischen Toxikologie und der Forensischen Biologie).
Zur Messung wird polychromatisches Licht durch ein Prisma oder durch einen schmalbandigen Filter in monochromatisches Licht zerlegt (s. Abb. unten).
Ein Photoelement ermittelt die vom Standard und die von der Probe reflektierten Lichtmengen und wertet ihr Verhältnis aus.
Durch Multiplizieren der Messwerte eines jeden Bandes mit den Werten der Standards werden die zugehörigen Farbwerte errechnet. Häufig verwendete Farbräume sind z. B. das CIEL*a*b*-System oder das CIE-System.
Zweistrahlenspektralphotometer arbeiten nach dem Zweistrahlenverfahren, bei dem zwei Strahlengänge gemessen werden, nämlich der Proben- und der Referenzstrahlengang. Hierdurch werden Geräte- und Netzschwankungen ausgeglichen und so Messfehler eliminiert.

## Absorptionsspektrometer

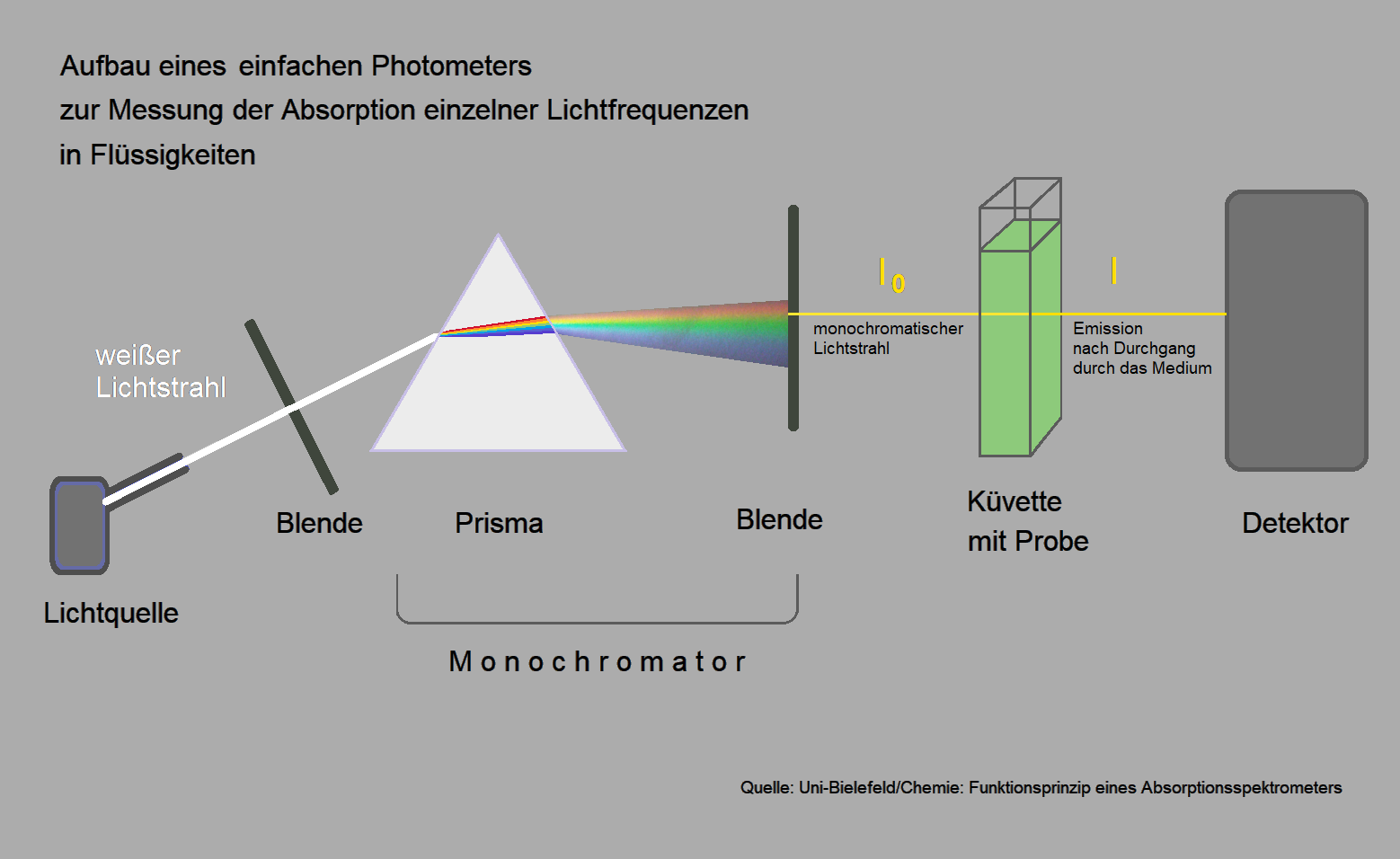

Zur Messung der Absorption von Lichtfrequenzen in Flüssigkeiten, die eine bestimmte Substanz enthalten, z. B. zur Messung des Absorptionsspektrums von Chlorophyll, können einfache Photometer verwendet werden, die einen sehr einfach gebauten Monochromator enthalten.

## Open-Source-Variante
2020 veröffentlichten Forschende der Universität Lettlands, der Dublin City University und der Ben-Gurion-Universität die frei verfügbare technische Dokumentation eines Spektralphotometers (Open-Source-Hardware). Die Konstruktion des Teams um Katrina Laganovska kann damit lizenzkostenfrei nachgebaut, modifiziert und vertrieben werden.